# Auxis
Auxis je rod morskih rib iz družine Scombridae.

## Vrste
V rodu sta dve vrsti:
- Trup, Auxis rochei (Risso, 1810).
- Fregatni trupec, Auxis thazard (Risso, 1810).